# Lee Jin-wook
Dans ce nom coréen, le nom de famille, Lee, précède le nom personnel.
Lee Jin-wook (hangeul : 이진욱 ; hanja : 李陣郁 ; RR : I Jin-uk ; MR : I Chinuk) est un acteur sud-coréen, né le 16 septembre 1981 à Cheongju (Chungcheong du Nord).

## Biographie
Lee Jin-wook naît le 16 septembre 1981 à Cheongju, en Chungcheong du Nord.
En décembre 2019, Netflix révèle son engagement, avec Song Kang et Lee Si-young, dans les rôles principaux pour la série Sweet Home (스위트홈), adapté du webtoon du même titre signé Kim Carnby et Hwang Young-chan. Ce plateforme confirmera, en juin 2022, qu'il reprendra le rôle de Pyeon Sang-wook pour la deuxième et troisième saison.
Fin juin 2023, Osen annonce sa participation dans la deuxième saison de la série Squid Game (오징어 게임).
À la mi-février 2024, il est choisi pour le rôle du Père Paul, un psychiatre, dans le film d'horreur Dark Nuns.

## Filmographie partielle

### Longs métrages
- 2014 :  Miss Granny (수상한 그녀) de Hwang Dong-hyeok : Han Seung-wu
- 2014 : The Target (표적) de Yoon Hong-seung : Lee Tae-jun
- 2015 : The Beauty Inside (뷰티 인사이드) de[Qui ?] : Woo-jin
- 2016 : Time Renegades (시간이탈자) de kwak Jae-yong : Geon-woo
- 2018 : High Society (상류사회) de Daniel H. Byun : Shin Ji-hyo
- 2025 : Dark Nuns (검은 수녀들) de Kwon Hyeok-jae : Park Hyeong-gon, père Paul,

### Séries télévisés
- 2005 : Ressurection (부활) (caméo ; épisode 23)
- 2006 : Alone in Love (연애시대) : Min Hyeon-jeong
- 2006 : Smile Again (스마일 어게인) : Yoon Jae-myeong
- 2006 : Someday (썸데이) : Kim Seok-man
- 2007 : Air City (에어시티) : Kang Ha-joon
- 2008 : Before and After : Plastic Surgery Clinic (비포 & 애프터 성형외과) : Han Geon-soo
- 2008 : Powerful Opposnents (강적들) : Kang Soo-ho
- 2008 : Glass Castle (유리의 성) : Kim Joon-seong
- 2009 : The Road Home (집으로 가는 길) : Lee Jin-wook (épisodes 21-22)
- 2011 : Spy Myung-wol (스파이명월) : Choi-ryoo
- 2012 : I Need Romance 2012 (로맨스가 필요해 2012) : Yoon Seok-hyeon
- 2013 : Nine TIme Travel Nine Times (나인: 아홉 번의 시간 여행) : Park Seon-woo
- 2014 : The Three Musketeers (삼총사) : le prince héritier So-hyeon
- 2015 : The Time We Were Not In Love (너를 사랑한 시간) : Choi Won
- 2016 : Goodbye Mr. Black (굿바이 미스터 블랙) : Cha Ji-won / Black
- 2018 : Return (리턴) : Dok Go-yeong
- 2018 : Voice (보이스) : Do Kang-woo (saison 2-3)
- 2020 : Sweet Home (스위트홈) : Pyeon Sang-wook
- 2021 : Bulgasal: Immortal Souls (불가살) : Dan Hwal
- 2024 : Squid Game (오징어 게임) no 246/ Gyeong-seok
- 2025 : La Voie du droit : Yoon Seok-hoon

## Voix francophones
En version française,  Sylvain Agaësse le double dans la série Sweet home et Thierry Wermuth dans la serie  Squid Game